# SPEED THE MEMORIAL BEST 1335days Dear Friends
『SPEED THE MEMORIAL BEST 1335days Dear Friends』（スピード ザ メモリアル ベスト 1335デイズ ディア フレンズ）は、日本の歌手グループSPEEDのベストアルバム2作の総称である。

- SPEED THE MEMORIAL BEST 1335days Dear Friends 1
- SPEED THE MEMORIAL BEST 1335days Dear Friends 2

## 解説
- 2000年3月29日にトイズファクトリーから2枚同時発売された。タイトルの1335daysとはデビューから第一期解散までの日数である。SPEEDの解散直前に発売されたもので、収録曲は前期の曲が1に、後期の曲が2に収録され、それぞれのジャケットも対となるように1がシルバー調、2がゴールド調の設えとなっている。
- 2枚共にCDエクストラ仕様でありグラフィックやムービー収録ではなくSPEEDのメンバーからメッセージが与えられるソフトウェアが記録されている。近年のWindows 7でもインストール可能だが常駐ソフトでもあるため稀に不具合を起こす場合がある。
- トイズファクトリー発売の作品は2000年代中期に全てにおいて廃盤だが、本2作品の流通在庫は2014年現在でも残っておりHMVなど店頭で購入出来る場合もある。

## SPEED THE MEMORIAL BEST 1335days Dear Friends 1

### 収録曲
| 全作詞・作曲: 伊秩弘将、全編曲: 水島康貴。 |                                                        |          |            |      |
| #                                          | タイトル                                               | 作詞     | 作曲・編曲 | 時間 |
| 1.                                         | 「Body & Soul」                                        | 伊秩弘将 | 伊秩弘将   | 5:04 |
| 2.                                         | 「STEADY -Atlanta Mix-」                               | 伊秩弘将 | 伊秩弘将   | 5:18 |
| 3.                                         | 「Happy Together」                                     | 伊秩弘将 | 伊秩弘将   | 4:03 |
| 4.                                         | 「I Remember」                                         | 伊秩弘将 | 伊秩弘将   | 4:40 |
| 5.                                         | 「Go! Go! Heaven」                                     | 伊秩弘将 | 伊秩弘将   | 5:13 |
| 6.                                         | 「Kiwi Love -“Dear Friends”House Remix '00-」          | 伊秩弘将 | 伊秩弘将   | 4:59 |
| 7.                                         | 「コケティッシュDreamin'」                             | 伊秩弘将 | 伊秩弘将   | 5:54 |
| 8.                                         | 「Wake Me Up -RISE Mix-」                              | 伊秩弘将 | 伊秩弘将   | 5:32 |
| 9.                                         | 「White Love」                                         | 伊秩弘将 | 伊秩弘将   | 5:38 |
| 10.                                        | 「My Lonely Habit」                                    | 伊秩弘将 | 伊秩弘将   | 4:58 |
| 11.                                        | 「ラブリー♡フレンドシップ」                            | 伊秩弘将 | 伊秩弘将   | 4:29 |
| 12.                                        | 「my graduation -Album Version-」(Strings: 金原千恵子) | 伊秩弘将 | 伊秩弘将   | 5:44 |
| 13.                                        | 「「おやすみ・・・・・」-Good Night Kiss♡ version-」   | 伊秩弘将 | 伊秩弘将   | 2:40 |
| 合計時間:                                  | 合計時間:                                              | 64:12    |            |      |

### 楽曲解説
1. Body & Soul
1stシングル。
2. STEADY -Atlanta Mix-
2ndシングル。初のミリオンセラー楽曲。今作では、楽曲制作時にお蔵入りとなっていた完全未発表のバージョンで収録された。
3. Happy Together
2ndシングル「STEADY」のカップリング曲。
4. I Remember
1stシングル「Body & Soul」のカップリング曲。
5. Go! Go! Heaven
3rdシングル
6. Kiwi Love -“Dear Friends”House Remix '00-
1stアルバム『Starting Over』収録曲の未発表リミックスヴァージョン。（Remixは高田耕至）
7. コケティッシュDreamin'
未発表曲。ベストアルバム『MOMENT』やシングルのカップリングに収録される予定があった。上原多香子、新垣仁絵のソロパートがある。
8. Wake Me Up! -RISE Mix-
4thシングル。今作は2ndアルバム『RISE』に収録されているヴァージョンで収録。
9. White Love
5thシングル。2枚目のミリオンセラー
10. My Lonely Habit
未発表曲。
11. ラブリー♡フレンドシップ
2ndアルバム『RISE』収録曲。『RISE』収録のヴァージョンは、アウトロ直後に次曲「Reset 99 to 00」に繋がっていたが、本アルバム収録に当たり完全版が収録された。
12. my graduation -Album version-
6thシングル。3枚目のミリオンセラー。今作は2ndアルバム『RISE』、ベストアルバム『MOMENT』収録のヴァージョンで収録。
13. 「おやすみ・・・・・」 -Good Night Kiss♡ version-
3rdシングル「Go! Go! Heaven」のカップリング曲の未発表ヴァージョン。本アルバム収録に当たり、原曲は絵理子1人の「おやすみ」の台詞が、今作はメンバー全員それぞれの「おやすみ」の台詞となった再録ヴァージョンで収録。

### カタログ
- TFCC-88161 定価￥2,700

## 演奏
- 水島康貴：All Keyboards & Synthesizer
- 古川望：Guitar (#1.2.3.5.8.11.13)
- 青木智仁：Bass (#1.3)
- 浦田恵司：Computer Programming (#1.4.7.8.10)
- 浜口茂外也：Percussion (#1.2.3.4.6.9)
- ジェイク・コンセプション：Saxophone (#1.3.5)
- Melodie Sexton：Chorus (#1-5.7.8.9.10.12)
- Leon Daniels：Chorus (#1.2.3.4.7.8.12)
- 橋本茂昭：Computer Programming (#2.5.11.12.13)
- 柏原利勝：Computer Programming (#3.5.6)
- 梶原順：Guitar (#4.5.6.7.9.10.12)
- 八木のぶお：Harmonica (#4)
- 鎌田ジョージ：Guitar (#5.6)
- 数原晋、河東伸夫：Trumpet (#5)
- 中川英二郎：Trombone (#5)
- Joey Johnson：Chorus (#5.9)
- 美久月千晴：Bass (#6.11.12)
- 迫田到：Computer Programming (#6.9)
- Racky Charles：Rap (#6)
- Wornell Jones：Chorus (#10)
- 金原千恵子ストリングス：Strings (#12)
- Robbie Danzie, Keith Haines, Dee Wright, Ashanti：Chorus (#12)

## SPEED THE MEMORIAL BEST 1335days Dear Friends 2

### 収録曲
| 全作詞・作曲: 伊秩弘将、全編曲: 水島康貴。 |                                                                 |          |            |      |
| #                                          | タイトル                                                        | 作詞     | 作曲・編曲 | 時間 |
| 1.                                         | 「Back to the Street -リトルワールドへの想い-」                 | 伊秩弘将 | 伊秩弘将   | 3:53 |
| 2.                                         | 「ALL MY TRUE LOVE」                                            | 伊秩弘将 | 伊秩弘将   | 5:41 |
| 3.                                         | 「ALIVE」(Strings: 金原千恵子)                                  | 伊秩弘将 | 伊秩弘将   | 5:05 |
| 4.                                         | 「Secret Eyes」                                                 | 伊秩弘将 | 伊秩弘将   | 4:51 |
| 5.                                         | 「Up To You!」                                                  | 伊秩弘将 | 伊秩弘将   | 3:29 |
| 6.                                         | 「Precious Time」                                               | 伊秩弘将 | 伊秩弘将   | 6:00 |
| 7.                                         | 「Too Young -Millennium Remix-」                                | 伊秩弘将 | 伊秩弘将   | 5:21 |
| 8.                                         | 「Breakin' out to the morning」                                 | 伊秩弘将 | 伊秩弘将   | 4:21 |
| 9.                                         | 「季節がいく時」                                                | 伊秩弘将 | 伊秩弘将   | 4:08 |
| 10.                                        | 「Long Way Home -Single version-」                              | 伊秩弘将 | 伊秩弘将   | 5:42 |
| 11.                                        | 「Starting Over」(Strings: 金原千恵子)                          | 伊秩弘将 | 伊秩弘将   | 5:28 |
| 12.                                        | 「Starting Over (reprise) ~Walk This Way」(Strings: 金原千恵子) | 伊秩弘将 | 伊秩弘将   | 1:44 |
| 13.                                        | 「April -Theme of "Dear Friends"-」                             | 伊秩弘将 | 伊秩弘将   | 5:55 |
| 合計時間:                                  | 合計時間:                                                       | 61:38    |            |      |

### 楽曲解説
1. Back to the Street -リトルワールドへの想い-
未発表曲
2. ALL MY TRUE LOVE
8thシングル。4枚目のミリオンセラー。
3. ALIVE
7thシングル
4. Secret Eyes
未発表曲
5. Up To You!
7thシングル「ALIVE」のカップリング曲。
6. Precious Time
9thシングル
7. Too Young -Millennium Remix-
2ndアルバム『RISE』収録曲の未発表リミックスヴァージョン。
8. Breakin' out to the morning
10thシングル
9. 季節がいく時
9thシングル「Precious Time」のカップリング曲、アルバム初収録。
10. Long Way Home -Single version-
11thシングル、シングルヴァージョンはアルバム初収録。
11. Starting Over
1stアルバム『Starting Over』収録曲。
12. Starting Over (reprise) ~Walk This Way
1stアルバム『Starting Over』収録曲。
13. April -Theme of "Dear Friends"-
未発表曲。未発表曲の中で唯一ビデオクリップが制作された
2010年のライブツアー「SPEED LIVE 2010〜GLOWING SUN FLOWER〜」の宣伝として同年6月8日にFM OSAKAを1日ジャックした際に、リスナーから「大阪公演で披露して欲しい曲」を募集したところ、この曲が1位となったため大阪公演では急遽この曲が披露された。
この曲は SPEED THE MEMORIAL BEST 1335days Dear Friends 1の初期出荷盤の応募券をこの商品の応募券を応募すると、この曲のPV DVDを1335名にプレゼントされるキャンペーンが行われた。

### カタログ
- TFCC-88162 定価￥2,700

## 演奏
- 水島康貴：Keyboards & Synthesizer
- 梶原順：Guitar (#1.2.3.4.6.7.8.9.11.12.13)
- Wornell Jones：Chorus (#1.13)
- Glynis "BONE" Martin：Chorus (#1.4.10.13)
- Romeo：Bass (#2)
- 浦田恵司：Computer Programming (#2.3.5-10)
- Melodie Sexton：Chorus (#2-7.9.10)
- Leon Daniels：Chorus (#2.3.5.6.7.9)
- 美久月千晴：Bass (#3.5)
- 金原千恵子ストリングス：Strings (#3.11.12)
- Robbie Danzie, Keith Haines：Chorus (#3.8.13)
- Felecia Phillips, Aaron G：Chorus (#3)
- 古川望：Guitar (#5)
- ジェイク・H・コンセプション、高野正幹：Saxophone (#5)
- 数原晋、河東伸夫：Trumpet (#5)
- 中川英二郎：Trombone (#5)
- 竹上良成：Soprano Saxophone (#5)
- 青木智仁：Bass (#7)
- DJ Toh：Scratch (#10)
- 迫田到、柏原利勝：Computer Programming (#11.12)
- Jone Townes, Stacie Poole, Anita Jackson, Debi Gilchrest, Catasha Spencer,：Soprano Chorus (#11.12)
- Kellie Turner, Koguila Catman, Tanya Kenuedy-Resbury, Valerie Fowler, Emma Davis：Alto Chorus (#11.12)
- Dennis Hinson, Israel Walker, Tim Johnson, Anthony Hrgan：Tenor Baritone Chorus (#11.12)
- 江口信夫：Drums (#13)
- Kevin Biddle, Glenn Ray, Gary Adkind, Argie Phine, Norman, Cynthia Dewberry：Chorus (#13)